# Großrückerswalde
Großrückerswalde ist eine Gemeinde im sächsischen Erzgebirgskreis. Das namensgebende Dorf Rückerswalde wurde erstmals 1386 erwähnt; die Gemeinde entstand schrittweise aus mehreren Orten.

## Geografie

### Lage
Die Gemeinde Großrückerswalde liegt im und am Tal der Preßnitz. Der höchste Punkt des Ortes ist das Alte Gericht mit 742 m, der niedrigste Punkt ist an der Mündung der Preßnitz in die Zschopau mit 395 m. Das drei Kilometer lange Waldhufendorf Großrückerswalde liegt in einer Ost-West-Richtung in einem rechten Nebental der Preßnitz. Der Ortsteil Streckewalde, das einen Kilometer lange Waldhufendorf, liegt am Westhang des Preßnitztales. Der Ortsteil Mauersberg, ebenfalls ein Waldhufendorf, liegt auf einer Hochfläche westlich der Preßnitz. Niederschmiedeberg liegt im Preßnitztal als ehemalige Ansiedlung um ein Hammerwerk. Schindelbach ist eine kleinere Ansiedlung in einem östlichen Nebental der Preßnitz.

### Nachbargemeinden
Großrückerswalde liegt 34 Kilometer südöstlich von Chemnitz. Nachbargemeinde im Osten ist Marienberg, im Süden Mildenau und im Westen Thermalbad Wiesenbad. Im Nordwesten ist Wolkenstein Nachbargemeinde.

### Gliederung
| - Großrückerswalde mit Boden - Mauersberg - Niederschmiedeberg | - Schindelbach - Streckewalde - Wolfsberg |

## Geschichte

### Großrückerswalde mit Boden und Schindelbach

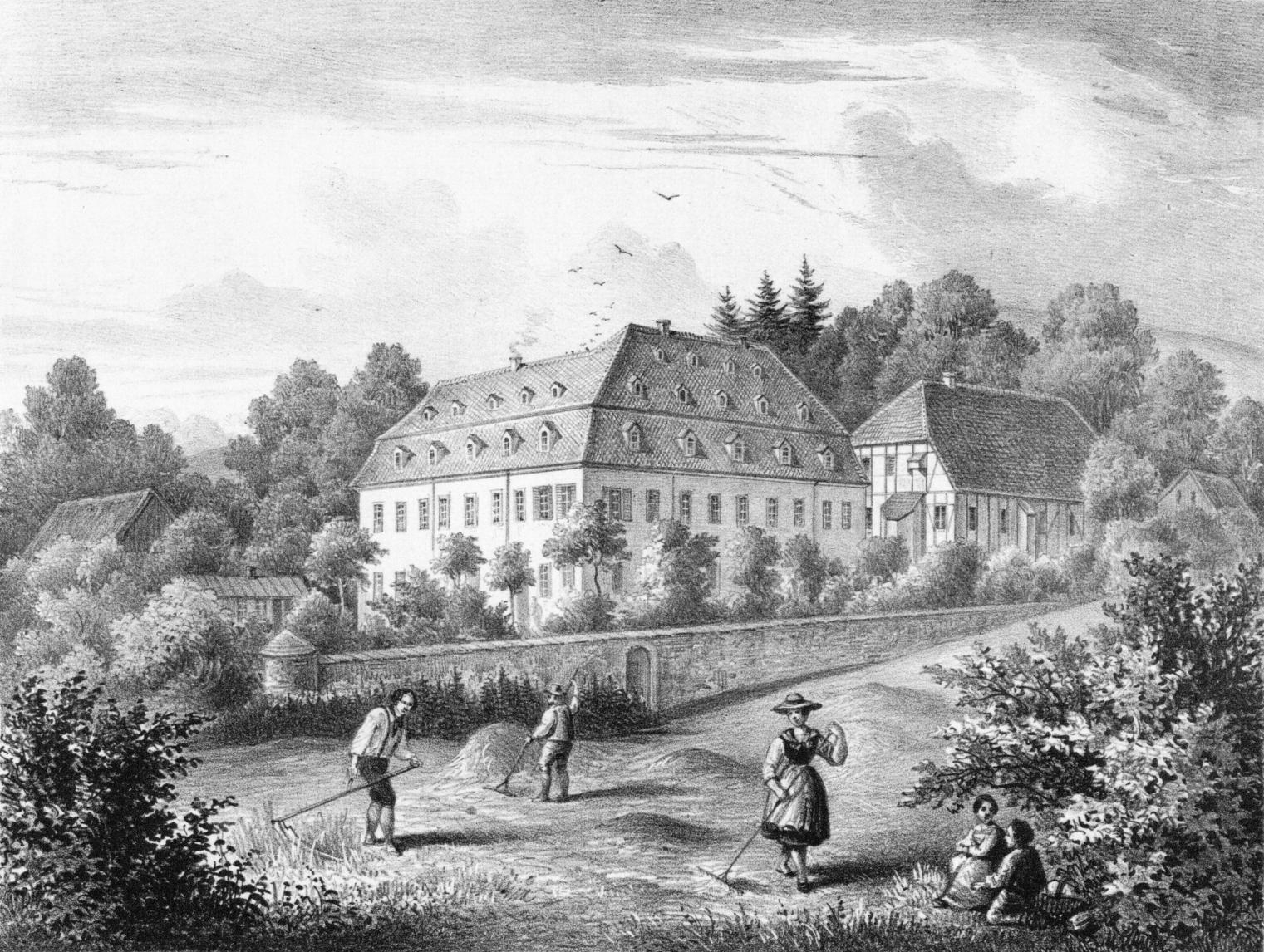
Rittergut Großrückerswalde (um 1860)

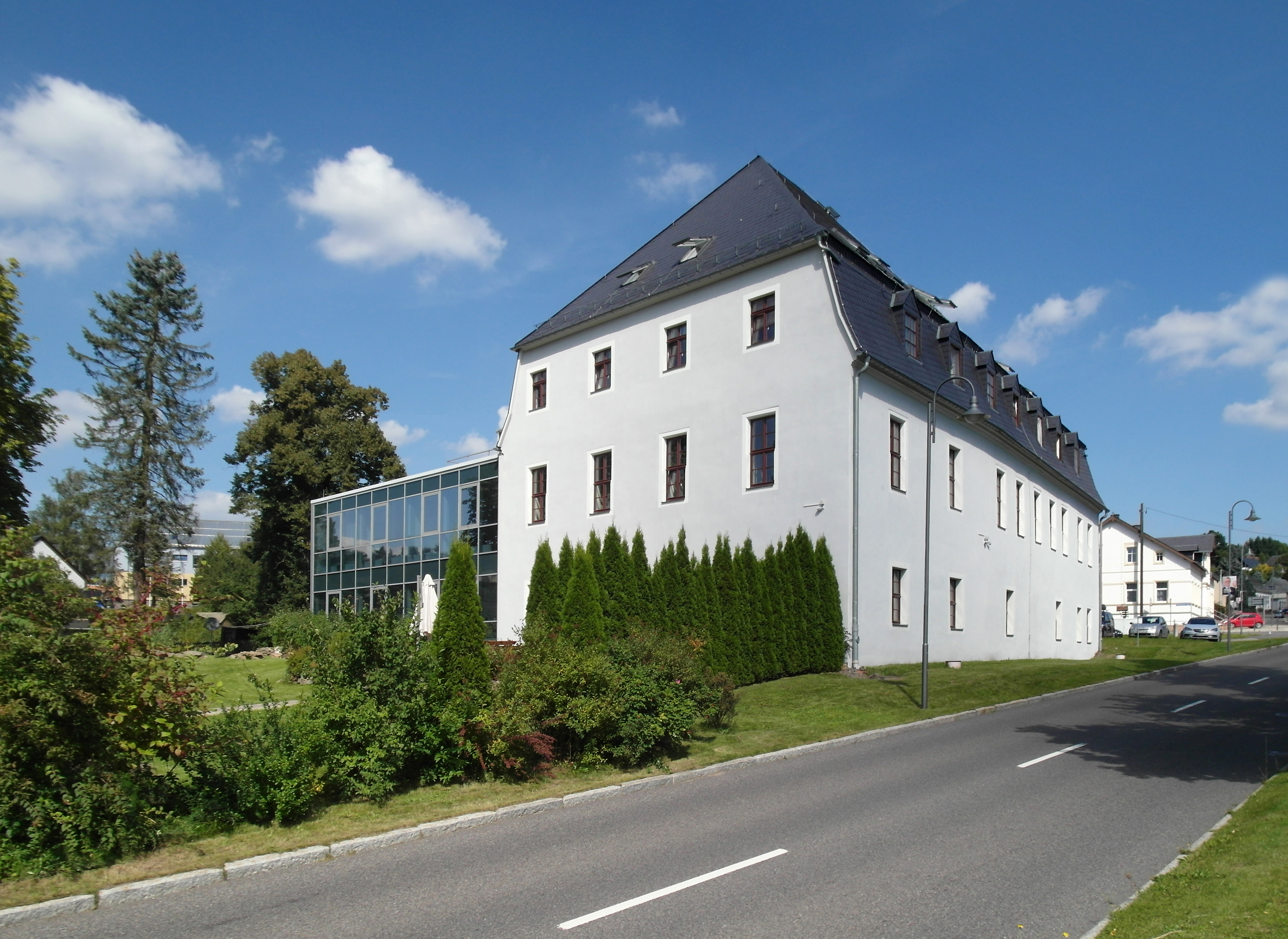
Herrenhaus des ehem. Ritterguts Rückerswalde. Reha-Klinik 2017

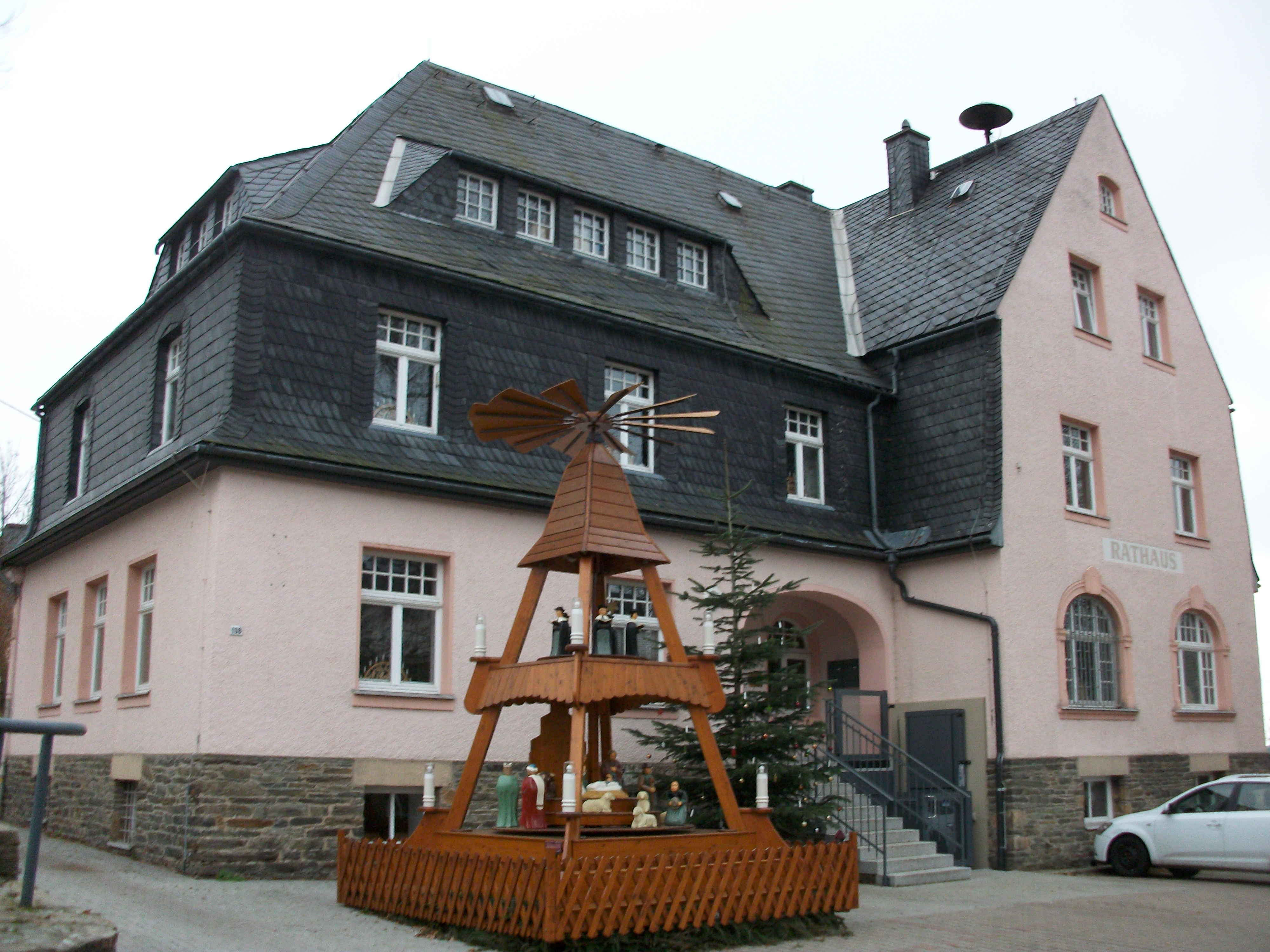
Rathaus Großrückerswalde mit Ortspyramide

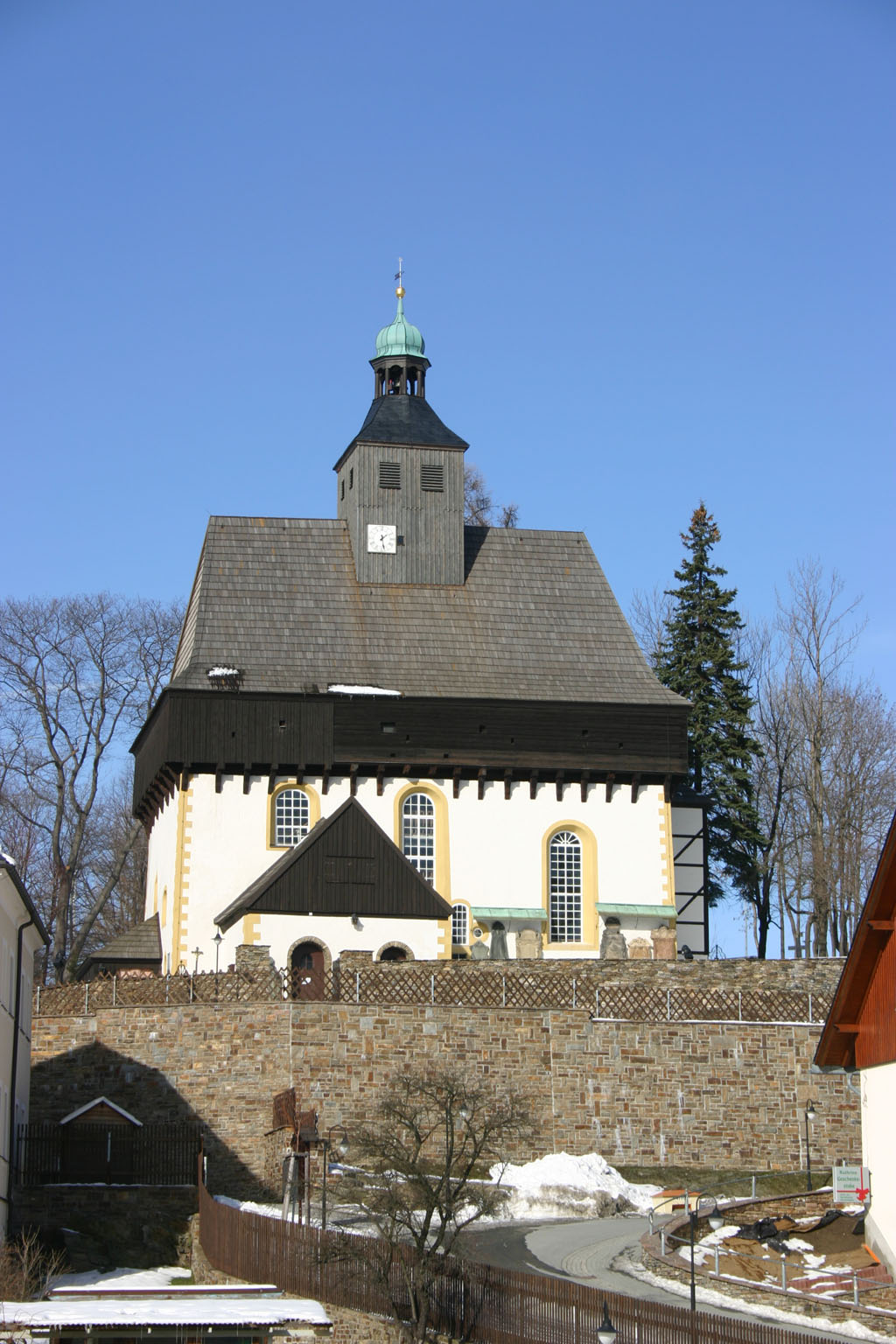
Wehrgangkirche Großrückerswalde

Die erste urkundliche Erwähnung als Rotgerswalde datiert auf den 8. April 1386. Markgraf Wilhelm I. von Meißen wies der Witwe Anargs von Waldenburg die Herrschaft Scharfenstein mit dazugehörigen Dörfern, darunter Großrückerswalde, als Witwensitz zu. Das Dorf wurde im Zuge der deutschen Ostsiedlung in der zweiten Hälfte des 12. Jahrhunderts gegründet und erhielt zu dieser Zeit eine erste Pfarrkirche. Über deren Aussehen ist nichts bekannt. 1457/60 (dendro) erhielt die Kirche ein hölzernes Wehrgeschoss und wurde damit zur Wehrkirche. Das Dorf Boden wurde 1525 erstmals als Fotzenbodem erwähnt. Andreas von Berbisdorf erwarb 1541 das Vorwerk (Rittergut) Rückerswalde hinzu.
Der Rat der Stadt Marienberg kaufte 1543/1544 das „halbe Dorf“ Boden, die Bodenmühle, Mauersberg und den Schindelbacher Wald. Der erste erwähnte Lehrer starb nach etwa 50-jähriger Dienstzeit im Jahr 1568. Die Pest forderte im Jahr 1583 72 Tote. In Erinnerung an dieses Ereignis wurde das Pestbild in der Kirche geschaffen. Es ist eine der ältesten bildlichen Darstellungen eines Dorfes in Sachsen und enthält die Namen der Gestorbenen. Zwischen 1590 und 1611 wurden die Mühlen in Judenstein, Hirschleithe und am Fichtebach errichtet.
Im Jahr 1705 erhielt Rückerswalde sein erstes Schulgebäude, 1707 wurde der Ort Fernrückerswalde genannt. Friedrich Ludwig Graf zu Solms-Wildenfels und Tecklenburg kaufte 1744 das Rittergut. 1752 wurde Schindelbach erstmals urkundlich erwähnt. Die Ortsbewohner erwarben 1801 eine Feuerspritze und statteten damit das hölzerne Spritzenhaus aus. Im Jahr 1810 brannten das Rittergut sowie das Schloss ab. 1820 erhielt der Ort die Bezeichnung Großrückerswalde. 1821 errichteten die Bewohner von Boden eine steinerne Brücke über die Preßnitz. Um 1850 wurde der Rittergutsbezirk mit den Ortsteilen Fichtenbach, Neue Häuser, Scheidebach und Haus am Wasser die eigene Gemeinde Rückerswalde. 1864 wurde das erste Schulgebäude durch einen Neubau ersetzt, 1880 eröffnete eine Postagentur. Die Freiwillige Feuerwehr (FF) Großrückerswalde gründete sich am 13. Februar 1881, zehn Jahre später folgte die FF Rückerswalde. 1887 erhielt Rückerswalde einen Fernsprechanschluss nach Marienberg. Am 31. Mai 1892 wurde die Preßnitztalbahn eingeweiht. Schindelbach nahm 1894 ein eigenes Schulgebäude in Betrieb; 1911 eröffnete das Gemeindeamt. 1913 schloss sich Rückerswalde an die Elektrizitätsversorgung an, 1927 folgte Schindelbach. Während des Ausbruchs der Spanischen Grippe in Europa kam es 1918 zu einer Influenza-Epidemie in der Gemeinde. 1924 wurden die Freiwilligen Feuerwehren in Boden und Schindelbach gebildet.
Infolge des Kirchenkampfes zwischen den Deutschen Christen und den Bekennenden Christen spaltete sich die Kirchgemeinde zeitweilig. Auf dem Hänelberg entstand in den Jahren 1935/1936 eine Segelflugschule.

### Nach dem Zweiten Weltkrieg bis 1990
Im Jahr 1949 wurde der heute noch bestehende SV Großrückerswalde 49 gegründet.
Die Gesellschaft für Sport und Technik übernahm 1950 den Segelflugplatz und unterhielt im Ort eine Gruppe interessierter Segelflieger. 1956 wurde in Schindelbach eine Wasserleitung gebaut, das Schulgebäude musste 1961–1963 einem Neubau weichen, das 1978 zusätzlich ein Lehrschwimmbecken erhielt. Am Hänelberg wurden 1968 Jugend-Sprungschanzen (K-Punkte 13 m und 27 m) errichtet. In den Jahren 1969 bis 1979 gab es in Großrückerswalde eine neue Ortswasserleitung. Trotz heftiger Proteste der Bevölkerung legte die Deutsche Reichsbahn 1986 die Schmalspurbahn Wolkenstein–Jöhstadt (Preßnitztalbahn) still und demontierte diese in den folgenden Jahren.

### Nach der Wende
Zusammen mit den Verwaltungsreformen in den wieder gegründeten Bundesländern wurden die Gemeindestrukturen neu geordnet. Der Flugplatz erhielt im gleichen Jahr den Status als Verkehrslandeplatz. Am 1. Januar 1994 wurden Mauersberg und Niederschmiedeberg eingemeindet.
Im Jahr 1996 gründete sich die Evangelische Mittelschule Erhard und Rudolf Mauersberger, benannt nach den Kantoren Erhard Mauersberger und Rudolf Mauersberger. (→ siehe Söhne der Gemeinde)
Das Hochwasser am 5. Juli 1999 forderte in Schindelbach ein Todesopfer. Jeden Samstag vor dem 1. Advent findet seit den 1990er Jahren in Großrückerswalde das Pyramidenanschieben statt.
Großrückerswalde ist heute Bestandteil der Europaregion und Mitglied im Verein zur Entwicklung der Region Annaberger Land e. V.

### Eingemeindungen
- Am 1. Mai 1839 wurde ein Teil des Rittergutsbezirks Rückerswalde eine Gemeinde und das Rittergut bildete den Gutsbezirk Rittergut Rückerswalde.
- Vereinigung der Gutsbezirke Rittergut Rückerswalde und Lehngut Niederschmiedeberg am 1. Januar 1920 mit der Gemeinde Rückerswalde.
- Die Gemeinde Rückerswalde mit Fichtenbach, Neue Häuser, Scheidebach und Haus am Wasser wurde am 1. Oktober 1930 nach Großrückerswalde eingemeindet.
- Am 1. Mai 1936 kamen Boden mit Schindelbach hinzu.
- Mit den Gemeinden Mauersberg und Niederschmiedeberg entstand zum 1. Januar 1994 eine Verwaltungsgemeinschaft.[3]
- Am 1. Januar 1999 wurde Streckewalde eingemeindet.[4]
- Für 2013 wurde ein Zusammenschluss mit der benachbarten Gemeinde Mildenau angestrebt, wobei der Verwaltungssitz der neu entstehenden Gemeinde Preßnitztal mit etwa 7500 Einwohnern Großrückerswalde werden sollte.[5][6][7] Bisher (Stand Juli 2019) ist es aber zu keinen Änderungen gekommen.

### Einwohnerentwicklung
Folgende Einwohnerzahlen beziehen sich auf den 31. Dezember des voranstehenden Jahres mit Gebietsstand Januar 2007:
| 1982 bis 1988 - 1982 – 4.070 - 1983 – 4.065 - 1984 – 4.055 - 1985 – 4.070 - 1986 – 4.050 - 1987 – 4.022 - 1988 – 4.009 | 1989 bis 1995 - 1989 – 4.000 - 1990 – 4.065 - 1991 – 4.033 - 1992 – 4.000 - 1993 – 3.999 - 1994 – 4.055 - 1995 – 4.077 | 1996 bis 2002 - 1996 – 4.096 - 1997 – 4.108 - 1998 – 4.130 - 1999 – 4.104 - 2000 – 4.049 - 2001 – 4.018 - 2002 – 4.002 | 2003 bis 2012 - 2003 – 4.004 - 2004 – 3.982 - 2005 – 3.944 - 2006 – 3.882 - 2007 – 3.868 - 2009 – 3.754 - 2012 – 3.549 | ab 2013 - 2013 – 3.508 - 2018 – 3.346 | Einwohnerentwicklung von Großrückerswalde von 1982 bis 2018 nach nebenstehenden Daten |

 Quelle: Statistisches Landesamt des Freistaates Sachsen

## Politik

### Gemeinderat
- ProG: 7
- CDU: 6
- AfD: 3

Seit der Gemeinderatswahl am 9. Juni 2024 verteilen sich die 16 Sitze des Gemeinderates folgendermaßen auf die einzelnen Gruppierungen:
- Pro Großrückerswalde: 7 Sitze
- CDU: 7 Sitze
- AfD: 3 Sitze

| Liste                                                 | 2024   | 2024   | 2019   | 2019   | 2014   | 2014   |
| Liste                                                 | Sitze  | in %   | Sitze  | in %   | Sitze  | in %   |
| ----------------------------------------------------- | ------ | ------ | ------ | ------ | ------ | ------ |
| Pro Großrückerswalde                                  | 7      | 41,4   | 7      | 40,8   | 1      | 8,0    |
| CDU                                                   | 6      | 38,3   | 9      | 51,0   | 11     | 65,1   |
| AfD                                                   | 3      | 20,3   | –      | –      | –      | –      |
| Unabhängige Loyale Wählervereinigung Großrückerswalde | –      | –      | –      | 5,0    | 1      | 5,9    |
| Linke                                                 | –      | –      | –      | 3,2    | 1      | 6,4    |
| FDP                                                   | –      | –      | –      | –      | 2      | 14,4   |
| Wahlbeteiligung                                       | 77,7 % | 77,7 % | 73,8 % | 73,8 % | 65,1 % | 65,1 % |

### Bürgermeister
- Seit 2022 ist André Rösch (Wählergemeinschaft Pro Großrückerswalde) Bürgermeister der Gemeinde.

| Wahl | Bürgermeister | Vorschlag            | Wahlergebnis (in %) |
| ---- | ------------- | -------------------- | ------------------- |
| 2022 | André Rösch   | Pro Großrückerswalde | 55,3                |
| 2015 | Jörg Stephan  | CDU                  | 58,0                |
| 2008 | Jörg Stephan  | CDU                  | 99,1                |
| 2001 | Jörg Stephan  | CDU                  | 81,6                |
| 1994 | Jörg Stephan  | CDU                  | 95,2                |

## Kultur und Sehenswürdigkeiten

### Bauwerke
- Wehrgangkirche Großrückerswalde
- In der Marienberger Straße 108 befindet sich das Rathaus der Gemeinde.[11]
- Im Ortsteil Mauersberg gibt es im Museumsgebäude ein Fremdenverkehrsamt.[11]
- Weit über die Gemeinde hinaus bekannt ist das Mauersberger-Musikermuseum im Ortsteil Mauersberg, Hauptstraße 22.[12]

### Naturschutz
- Siehe auch: Liste der Naturdenkmale in Großrückerswalde

## Wirtschaft und Infrastruktur

### Ortsansässige Unternehmen
Gemäß Gemeindehomepage waren per Ende 2014 mehr als 140 Unternehmen in Industrie, Handwerk, Handel und Dienstleistung registriert. Ausgewählte Beispiele sind: Home Fashion in Großrückerswalde, Carl Dietrich GmbH in Streckewalde (Servietten, Mitteldecken, Tischläufer, Tischtuchrollen, Tischdecken, Tischsets) und Nevelty (Exclusive clothes).

### Verkehr

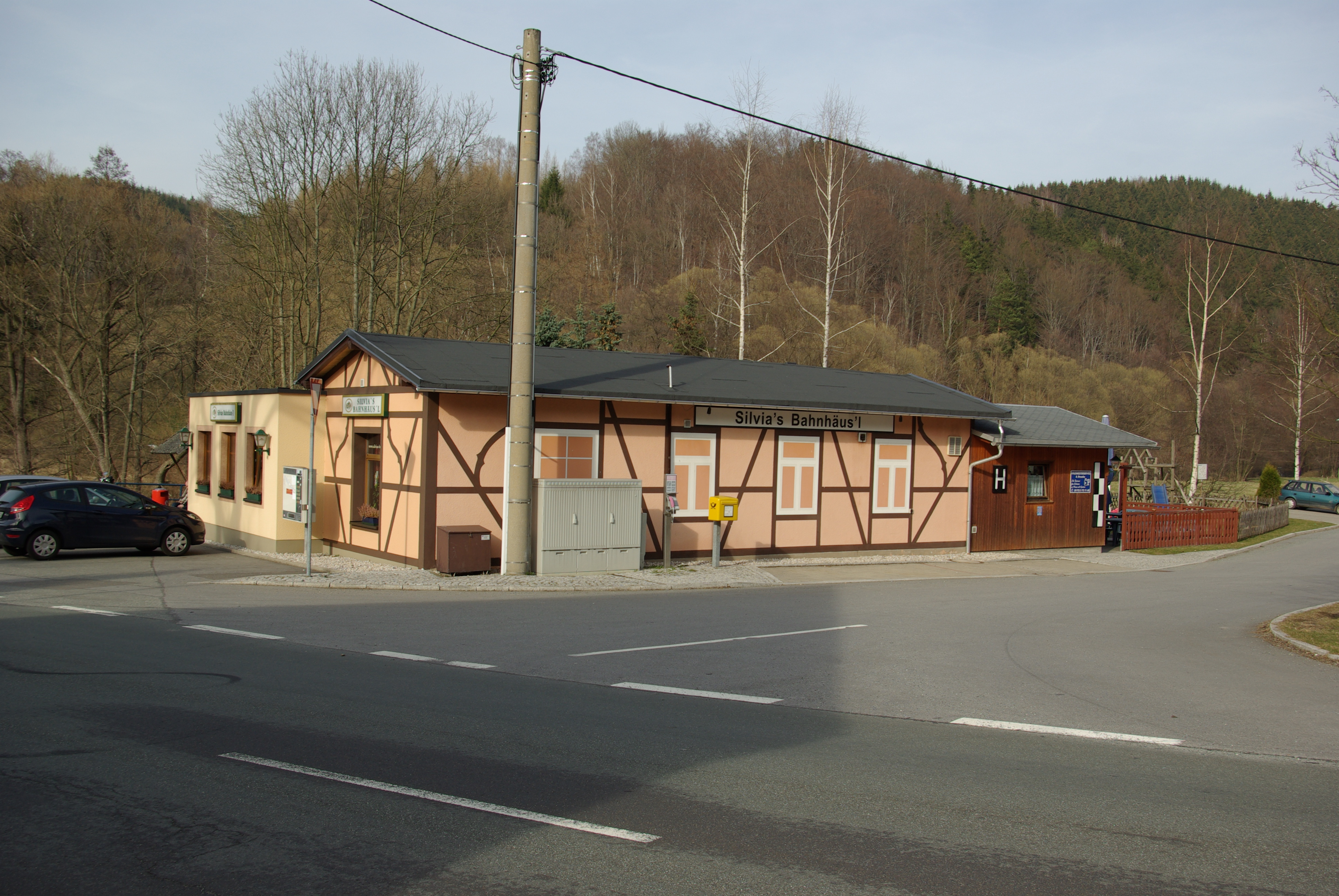
Bahnhof Großrückerswalde im Ortsteil Boden

Mit der Entstehung der größeren Gemeinde erhielt der Ort einen Bahnhof an der Preßnitztalbahn, welcher ein Jahr später in Großrückerswalde umbenannt wurde. Mehrere Omnibuslinien verbinden die einzelnen Ortsteile miteinander und führen auch bis Annaberg-Buchholz und Marienberg. Der Regionalverkehr Erzgebirge betreibt ein Schulbussystem für Wolkenstein-Großrückerswalde.
Der nordöstlich gelegene Verkehrslandeplatz Großrückerswalde ist auf Anfrage beim Betreiber geöffnet und erlaubt Starts und Landungen von Flugzeugen bis zu einer Abflugmasse von 2 Tonnen.

### Bildung und Vereine
- Evangelische Oberschule Erhard und Rudolf Mauersberger
- Grundschule Großrückerswalde
- Fünf Kulturvereine[15]

### Sport
In der Gemeinde gibt es per Ende 2014 sechs Sportvereine zu den Sportarten Segelflug, Fallschirmspringen, Fußball, Volleyball, Faustball, Sportschießen, Tischtennis, Kegeln, Radball und Hockey. Sie entstanden zwischen 1949 und 1999.

## Persönlichkeiten

### Söhne und Töchter der Gemeinde
- Johann Christoph Schreiter (1770–1821), Theologieprofessor an der Universität Kiel
- Ewald Dost (1897–1945), nationalsozialistischer Politiker, Reichstagsabgeordneter, 1934–1945 Oberbürgermeister von Zwickau
- Rudolf Mauersberger (1889–1971), Kreuzkantor von 1930 bis 1971
- Erhard Mauersberger (1903–1982), Thomaskantor von 1961 bis 1972
- Bernd Stephan (* 1947), evangelischer Pfarrer und Kirchengeschichtsdozent
- Samuel Rösch (* 1994), Gewinner der achten Staffel von The Voice of Germany

### Persönlichkeiten, die vor Ort gewirkt haben
- Johann Gottlob Schlegel von Gottleben, Magister, Pastor, Inspektor ab 1728
- Otto Bräutigam: Segelflieger; Weltrekordflug am 21. April 1939 über 364 km im Doppelsitzer Kranich nach Wien-Aspern[17]

## Gemeindepartnerschaft
- Klášterec nad Ohří im Okres Chomutov in Tschechien